# German Open 1956
Die German Open 1956 im Badminton (auch Internationale Meisterschaften von Deutschland genannt) fanden am 3. und 4. März 1956 in Bonn statt. Es war die zweite Auflage des Turniers.

## Austragungsort
Hans-Riegel-Halle

## Sieger und Platzierte
| Disziplin    | Gold                                     | Silber                      | Bronze                            |
| ------------ | ---------------------------------------- | --------------------------- | --------------------------------- |
| Herreneinzel | Eddy Choong                              | Ferry Sonneville            | Jørn Skaarup                      |
| Herreneinzel | Eddy Choong                              | Ferry Sonneville            | Jørgen Hammergaard Hansen         |
| Dameneinzel  | Inger Kjærgaard                          | Hanne Roest                 | Hanne Jensen                      |
| Dameneinzel  | Inger Kjærgaard                          | Hanne Roest                 | Anni Jørgensen                    |
| Herrendoppel | Jørn Skaarup Jørgen Hammergaard Hansen   | Atte Nyberg Rolf Olsson     | Gerhard Vahrson Friedrich Janko   |
| Herrendoppel | Jørn Skaarup Jørgen Hammergaard Hansen   | Atte Nyberg Rolf Olsson     | Hans Riegel junior Arne Rasmussen |
| Damendoppel  | Anni Jørgensen Hanne Jensen              | Inger Kjærgaard Hanne Roest | Marlies Caspary Hannelore Schmidt |
| Mixed        | Jørgen Hammergaard Hansen Anni Jørgensen | Jørn Skaarup Hanne Jensen   | Arne Rasmussen Hanne Roest        |
| Mixed        | Jørgen Hammergaard Hansen Anni Jørgensen | Jørn Skaarup Hanne Jensen   | Ferry Sonneville Inger Kjærgaard  |

## Finalergebnisse
| Disziplin    | Sieger                                   | Finalist                    | Ergebnis     |
| ------------ | ---------------------------------------- | --------------------------- | ------------ |
| Herreneinzel | Eddy Choong                              | Ferry Sonneville            | 15-6, 15-0   |
| Dameneinzel  | Inger Kjærgaard                          | Hanne Roest                 | 11-9, 11-6   |
| Herrendoppel | Jørn Skaarup Jørgen Hammergaard Hansen   | Atte Nyberg Rolf Olsson     | 15-11, 15-11 |
| Damendoppel  | Anni Jørgensen Hanne Jensen              | Inger Kjærgaard Hanne Roest | 15-6, 15-3   |
| Mixed        | Jørgen Hammergaard Hansen Anni Jørgensen | Jørn Skaarup Hanne Jensen   | 15-8, 15-13  |

## Referenzen
- Badminton-Sport 4 (1956)
- http://www.german-open-badminton.de
- Passauer neue Presse, 6. März 1956, S. 5
- http://newspapers.nl.sg/Digitised/Page/straitstimes19560306.1.16.aspx